# Johannes Mahraun
Johannes Mahraun (* 22. August 1838 in Lyck, Ostpreußen; † 17. September 1902 in Hamburg) war ein deutscher Lehrer.

## Leben
Mahraun studierte Philologie an der Albertus-Universität Königsberg und renoncierte Pfingsten 1857 mit Robert Loewicke beim Corps Baltia Königsberg. Nach dem Studium war er zunächst Rektor und Prediger in Friedrichshof, dann Seminardirektor in Preußisch Eylau und Hannover. Von 1877 bis 1879 saß er im Preußischen Abgeordnetenhaus, wo er den Wahlkreis Regierungsbezirk Königsberg 4 (Landkreis Heiligenbeil – Landkreis Preußisch Eylau) vertrat. Er ging 1882 nach Hamburg und wurde als Seminardirektor Mitglied der Oberschulbehörde Hamburg. Mit dem Roten Adlerorden IV. Klasse ausgezeichnet, starb er als pensionierter Schulrat kurz nach seinem 64. Geburtstag.

## Werke
- Die Geschichte des Seminars in Pr. Eylau. 1874. GoogleBooks

## Quelle
- Siegfried Schindelmeiser: Die Albertina und ihre Studenten 1544 bis WS 1850/51 und Die Geschichte des Corps Baltia II zu Königsberg i. Pr. (1970–1985). Erstmals vollständige, bebilderte und kommentierte Neuausgabe in zwei Bänden mit einem Anhang, zwei Registern und einem Vorwort von Franz-Friedrich Prinz von Preussen, herausgegeben von R. Döhler und G. v. Klitzing, München 2010, ISBN 978-3-00-028704-6.